# Shengda
Shengda (kinesiska: 生达, 生达乡) är en socken i Kina. Den ligger i den autonoma regionen Tibet, i den sydvästra delen av landet, omkring 670 kilometer nordost om regionhuvudstaden Lhasa. Antalet invånare är 10 219. Befolkningen består av 4 990 kvinnor och 5 229 män. Barn under 15 år utgör 33 %, vuxna 15-64 år 60 %, och äldre över 65 år 5,0 %.
Genomsnittlig årsnederbörd är 810 millimeter. Den regnigaste månaden är juli, med i genomsnitt 170 mm nederbörd, och den torraste är december, med 2 mm nederbörd.